# Nebrioporus elegans
Nebrioporus elegans là một loài bọ cánh cứng trong họ Bọ nước. Loài này được Panzer miêu tả khoa học năm 1794.

## Hình ảnh

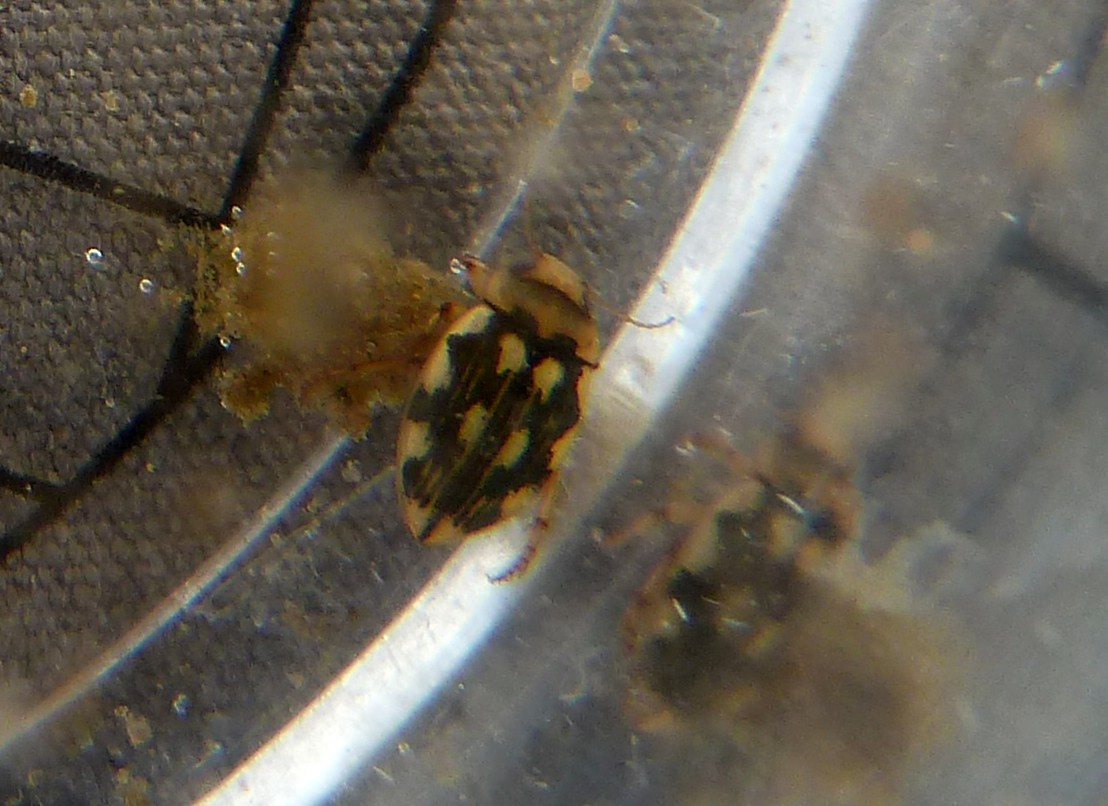